# National Arts Center Orchestra
La National Arts Center Orchestra (NACO) è un'orchestra canadese con sede ad Ottawa, nell'Ontario. Il principale luogo di concerti della NACO è l'omonimo National Arts Center. La NACO trasmette anche a livello nazionale su CBC Radio. L'Orchestra ha visitato 112 città in Canada e 122 città a livello internazionale nei suoi 38 anni di storia, tra cui una tournée in Canada costa-costa del 1999. La NACO ha intrapreso la prima tournée internazionale nel 1973 in Europa.

## Storia
L'Orchestra NACO fu fondata nel 1969 come orchestra residente del Centro Nazionale delle Arti inaugurato di recente, con Jean-Marie Beaudet come direttore musicale e Mario Bernardi come direttore d'orchestra fondatore. Bernardi diventò direttore musicale nel 1971 e ricoprì la carica fino al 1982. Beaudet e Bernardi sono gli unici direttori canadesi a essere stati nominati direttori musicali della NACO. Bernardi fu nominato direttore laureato nel 1997. Tra i successivi direttori musicali della NACO ci sono stati Franco Mannino (1982-1987), Gabriel Chmura (1987-1990) e Trevor Pinnock (1991-1997). Dal 1999 al 2015 Pinchas Zukerman è stato direttore musicale. L'orchestra si ingrandì fino a 61 orchestrali durante l'incarico di Zukerman. Nell'ottobre 2013 la NACO annunciò la nomina di Alexander Shelley come successivo direttore musicale, a partire dalla stagione 2015-2016, con un contratto iniziale di 4 anni.
Franz-Paul Decker è stato direttore ospite principale dal 1991 al 1999. Nel 2001 Jean-Philippe Tremblay diventò direttore apprendista del NACO, un posto da poco creato, per un periodo di due anni.

## Registrazioni
La NAC Orchestra ha 40 registrazioni, sei con Pinchas Zukerman: Haydn, Vivaldi, Beethoven, Schubert e due di Mozart (un CD di quartetti di flauto e un CD di musica orchestrale e quintetti di archi). La commissione di opere originali canadesi è stata una parte importante del mandato del National Arts Center, con oltre 50 lavori commissionati fino ad oggi.
Nel 2003 fu pubblicato un doppio CD tutto-Mozart con musica orchestrale e da camera con Pinchas Zukerman come direttore e violinista solista. Un CD di musica da camera della CBC Records dei quartetti per flauto di Mozart con la flautista principale Joanna G'froerer, violinista ospite Martin Beaver, Pinchas Zukerman alla viola e la violoncellista principale Amanda Forsyth ebbe la nomination come miglior registrazione cameristica canadese del 2001 da Opus Magazine.

## Direttori musicali
- Jean-Marie Beaudet (1969-1971)
- Mario Bernardi (1971-1982)
- Franco Mannino (1982-1987)
- Gabriel Chmura (1987-1990)
- Trevor Pinnock (1991-1997)
- Pinchas Zukerman (1999–2015)
- Alexander Shelley (2015-in carica)